# محافظة العاصمة (الأردن)
محافظة العاصمة هي إحدى محافظات الأردن الاثنتي عشرة، وتقع فيها عاصمة الأردن (عمان)، التي تضم أهم مؤسسات الدولة الأردنية، إضافة إلى جميع الدوائر الحكومية ومنها مجلس النواب الواقع في منطقة العبدلي.
محافظة العاصمة هي أكبر المحافظات سكانا، وثالث أكبر محافظة مساحة بعد محافظتي معان والمفرق، تحدها محافظة الزرقاء من الشمال والشمال الشرقي، ومحافظتا مادبا والبلقاء من الغرب. ومن جهة الجنوب محافظتا الكرك ومعان. وتتشارك محافظة العاصمة بحدود مع المملكة العربية السعودية من الشرق.

## التوزيع الديمغرافي للسكان
تشير تقديرات السكان لعام 2015 إلى أن عدد سكان محافظة العاصمة 4,007,526 نسمة، لتكون بذلك حوالي ثلث سكان الأردن.
| نسبة الذكور إلى الإناث         | 51.4% إلى 48.6% |
| نسبة الأردنيين للجنسيات الأخرى | 88% إلى%12      |
| سكان الحضر                     | 94%             |
| سكان الأرياف                   | 6%              |
| المجموع لعام 2004              | 1,942,066       |

## جغرافيا
مناخ محافظة العاصمة هو مناخ شرق البحر الأبيض المتوسط. لكن عمان تقع على تلال جبلية، متوسط هطول الأمطار السنوية ودرجات الحرارة عموما يمكن أن يختلف بشكل كبير من موقع إلى آخر، حتى داخل مدينة عمان نفسها. فعلى سبيل المثال، قد يكون الثلج يتساقط في منطقة صويلح التي ترتفع إلى 1050 متر فوق مستوى سطح البحر، لكن يكون الجو غائما بدون تساقط للأمطار في وسط مدينة عمان، الذي يصل ارتفاعه إلى 780 متر.

## التقسيم الإداري

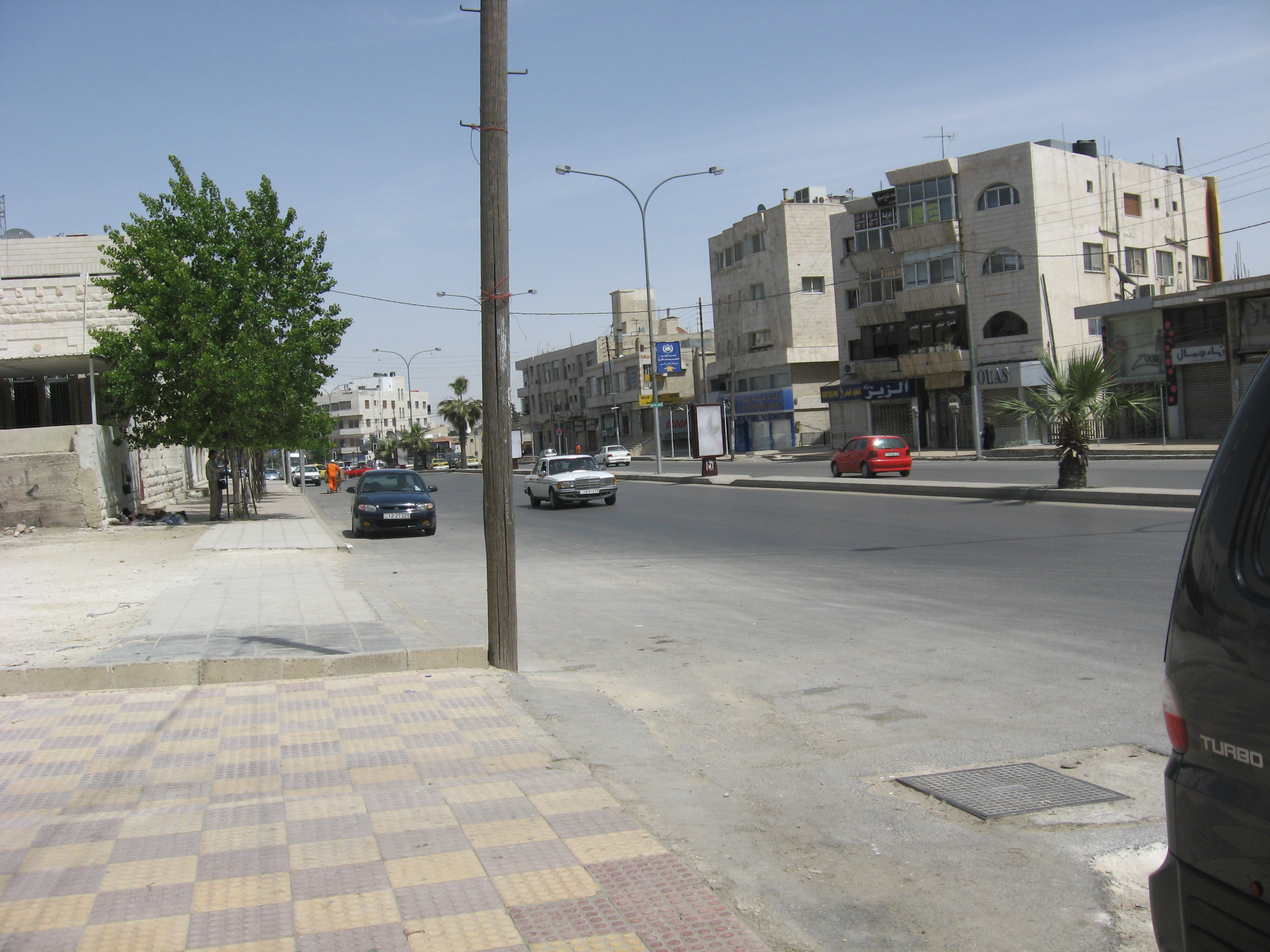
منطقة وادي السير.

العاصمة ومركزها عمان ويتبع لها (9) ألوية:
|   | اللواء          | المناطق                                                    | السكان (2004) | المركز الإداري |
| - | --------------- | ---------------------------------------------------------- | ------------- | -------------- |
| 1 | لواء قصبة عمان  | ويشمل على ستة من مناطق مدينة عمان الكبرى                   | 552,511       | العبدلي        |
| 2 | لواء ماركا      | ويشمل على 4 من مناطق مدينة عمان الكبرى                     | 483,819       | ماركا          |
| 3 | لواء القويسمة   | ويشمل على 10 من مناطق مدينة عمان الكبرى                    | 257,260       | القويسمة       |
| 4 | لواء الجامعة    | ويشمل على 8 من مناطق مدينة عمان الكبرى                     | 279,359       | الجبيهة        |
| 5 | لواء وادي السير | ويشمل على 3 من مناطق مدينة عمان الكبرى و12 من المدن والقرى | 173,792       | وادي السير     |
| 6 | لواء ناعور      | ويشمل على 25 بلدة ومدينة                                   | 66,220        | ناعور          |
| 7 | لواء سحاب       | ويشمل على 7 بلدات ومدن                                     | 57,037        | سحاب           |
| 8 | لواء الجيزة     | ويشمل على 62 بلدة ومدينة                                   | 42,051        | الجيزة         |
| 9 | لواء الموقر     | ويشمل على 26 بلدة ومدينة                                   | 30,017        | الموقر         |

## وصلات خارجية
- موقع التاريخ الأردني